# Lomme
Lomme là một xã trong vùng Hauts-de-France, thuộc tỉnh Nord, quận Lille, tổng Lomme. Tọa độ địa lý của xã là 50° 38' vĩ độ bắc, 03° 00' kinh độ đông.

## Thông tin nhân khẩu
| 1936   | 1946   | 1954   | 1962   | 1968   | 1975   | 1982   | 1990   | 1999   |
| ------ | ------ | ------ | ------ | ------ | ------ | ------ | ------ | ------ |
| 21 583 | 18 469 | 23 488 | 27 650 | 29 315 | 29 262 | 28 281 | 26 549 | 27 940 |